# كامو هوفهانيسيان
كامو هوفهانيسيان (5 أكتوبر 1992 بيريفان في أرمينيا - ) هو لاعب كرة قدم أرمني في مركز الدفاع. شارك مع منتخب أرمينيا تحت 17 سنة لكرة القدم ومنتخب أرمينيا الوطني تحت 19 سنة لكرة القدم ومنتخب أرمينيا تحت 21 سنة لكرة القدم ومنتخب أرمينيا لكرة القدم. أما مع النوادي، فقد لعب مع بيونيك يريفان وتوربيدو جودينو وPatani FC ‏ وFC Zhetysu ‏.

## وصلات خارجية
- كامو هوفهانيسيان على موقع الاتحاد الدولي (مؤرشف)  (الإنجليزية)
- كامو هوفهانيسيان على موقع الاتحاد الأوربي (الإنجليزية)
- كامو هوفهانيسيان على موقع قاعدة بيانات كرة القدم.إي يو (الإنجليزية)
- كامو هوفهانيسيان على موقع ناشيونال فوتبول تيمز (الإنجليزية)
- كامو هوفهانيسيان على موقع Soccerway.com (الإنجليزية)